# Touwtrekken op de Olympische Zomerspelen 1920
Touwtrekken is een van de sporten die beoefend werden tijdens de Olympische Zomerspelen 1920 in Antwerpen.
Aan het toernooi namen vijf teams deel.
Ieder team bestond uit acht atleten, de wedstrijd was uitgeschreven over twee ronden.

## Uitslagen

### Kwartfinale
| Groot-Brittannië | - | Verenigde Staten | 2 - 0 |

### Halve finales
| Groot-Brittannië | - | België | 2 - 0 |
| Nederland        | - | Italië | 2 - 0 |

### Finale
| Groot-Brittannië | - | Nederland | 2 - 0 |

### Play-off om de zilveren medaille
| België    | - | Verenigde Staten | 2 - 0 |
| Nederland | - | België           | 2 - 0 |

### Play-off om de bronzen medaille
| Verenigde Staten | - | Italië           | 2 - 0 |
| België           | - | Verenigde Staten | 2 - 0 |

## Eindrangschikking
| rang   | sporters | land |
| ------ | --- | ---- |
| Goud   | George Canning Frederick Humphreys Frederick Holmes Edwin Mills John Sewell John James Shepherd Harry Stiff Ernest Thorn                    | GBR  |
| Zilver | Wim Bekkers Jan Hengeveld Sijtse Jansma Henk Janssen Anton van Loon Willem van Loon Marinus van Rekum Willem van Rekum                      | NED  |
| Brons  | Edouard Bourguignon Alphonse Ducatillon Remy Maertens Christian Piek Henri Pintens Charles Van Den Broeck Frans Van Hoorenbeek Desiré Wuyts | BEL  |
| 4      | Carlton Brosius Stephen Fields Sylvester Granrose Floyd Kelsey Joseph Kszyczewiski William Penn Joseph Rond Joseph Winston                  | USA  |
| 5      | Adriano Arnoldo Silvio Calzolari Romolo Carpi Giovanni Forno Rodolfo Rambozzi Carlo Schiappapietra Giuseppe Tonani Amadeo Zotti             | ITA  |

Parijs 1900 · 
St. Louis 1904 · 
Londen 1908 · 
Stockholm 1912 · 
Antwerpen 1920
olympische medaillewinnaars
Atletiek · Boksen · Boogschieten · Gewichtheffen · Hockey · Kunstrijden · Kunstwedstrijden · Moderne vijfkamp · Paardensport · Polo · Roeien · Rugby · Schermen · Schietsport · Schoonspringen · Tennis · Touwtrekken · Turnen · Voetbal · Waterpolo · Wielersport · Worstelen · IJshockey · Zeilen · Zwemmen